# Orden de Jaime I el Conquistador
La Orden de Jaime I, el Conquistador (en valenciano: Orde de Jaume I, el Conqueridor), establecida mediante el Decreto del Consell Valenciano 12/2008, de 1 de febrero, es una distinción civil española  entregada por la Generalidad Valenciana que tiene por objeto distinguir los méritos excepcionales realizados por personas o entidades que destacan en los ámbitos profesional, económico, cultural, civil o social. También se entrega por los servicios prestados en favor del desarrollo y progreso de la Comunidad Valencia; la recuperación y dignificación de su cultura, identidad o símbolos; y la difusión de los valores autóctonos de su pueblo. Recibe su nombre en honor de Jaime I el Conquistador, rey de Valencia.
En virtud del Decreto del Consell 103/2008, de 11 de julio, las personas y entidades que recibieron la Alta Distinción de la Generalitat tienen concedida la Gran Cruz y la Placa de la Orden de Jaume I, el Conqueridor. Esta orden cuenta con cuatro grados o categorías:
- Gran Cruz: Se concede valencianos por nacimiento o condición política, lleva aparajado el tratamiento de Excelentísimo Señor o Señora.
- Cruz: Reservada a los mismos destinatarios que la anterior, conlleva el tratamiento de Ilustrísimo Señor o Señora.
- Cruz de Honor: Concedida a personas no valencianas, su titular recibe el mismo tratamiento que el grado anterior.
- Placa: Modalidad destinada a entidades.

La concesión de los grados de gran cruz, cruz de honor y placa corresponde al Consell, Consejo de Gobierno de la Generalidad Valenciana, a propuesta de su  presidente, que también lo es de la orden. La concesión de grado de Cruz se hará por decreto del presidente de la Generalidad a iniciativa propia. Esta orden posee un libro de registro propio, administrado por la secretaría de la misma, cuyo titular es un miembro del Consell.

## Descripción de las insignias
Las insignias de la Orden de Jaume I el Conqueridor se imponen en una ceremonia solemne y van acompañadas de un diploma acreditativo.
1. Gran Cruz: Su insignia consiste en una placa realizada en metal dorado, con una longitud de 60 milímetros de diámetro. Cuenta con cuatro brazos iguales y simétricos de ocho puntas Su parte central o llama es de esmalte carmesí y sus bordes dorados. Su exergo consiste un círculo de metal dorado de quince milímetros de diámetro en cuyo centro llevará grabado el escudo de la Comunidad Valenciana. El borde del círculo se encuentra decorado con una cinta esmaltada de color blanco de tres milímetros en la que está grabada en letras doradas la leyenda «Orde de Jaume I El Conqueridor» en el semicírculo superior y «Generalitat» en el inferior. La insignia del grado de Gran Cruz se porta pendiente de una cinta de 30 milímetros de ancho, de color blanco y con la cruz de San Jorge, prendida de un pasador-hebilla de metal dorado. Facultativamente, existe una insignia propia de dama,  con su tamaño reducido a 40 milímetros de diámetro y sujeta por un lazo doble con caídas, de color blanco con franja central en rojo.
2. Cruz: Se representa con una placa de metal dorado, de 60 milímetros de diámetro, formada por cuatro brazos iguales con ocho puntas y simétricos, cuya parte central o llama será de esmalte azul celeste y los bordes dorados. Su exergo es el mismo que el empleado en la insignia del grado de gran cruz.
3. Cruz de Honor: Su insignia es idéntica a la del grado de cruz salvo en el material empleado, que es metal plateado.
4. Placa: Consiste en una placa de metal dorado, situada sobre peana de madera, de 30 centímetros por 20 centímetros. En la parte superior central aparece reproducida la insignia de la orden, con una longitud de 40 milímetros de diámetro. Debajo de la insignia se puede leer la leyenda «Orde de Jaume I el Conqueridor». En la parte central está grabado el nombre de la institución condecorada y, al pie, la fecha de la concesión.

En el caso de las personas, junto con la insignia principal se entregan otras idénticas, pero de menor tamaño, como miniaturas o insignias solapa, que también pueden ir sujetas con una cinta, de color blanco con una franja central roja. También se entrega el título acreditativo, rubricado por el presidente de la orden que lo es de la Generalidad Valenciana.

## Lista de Condecorados
- Condecorados con la Orden de Jaime I el Conquistador.